# Stenen Hoofd

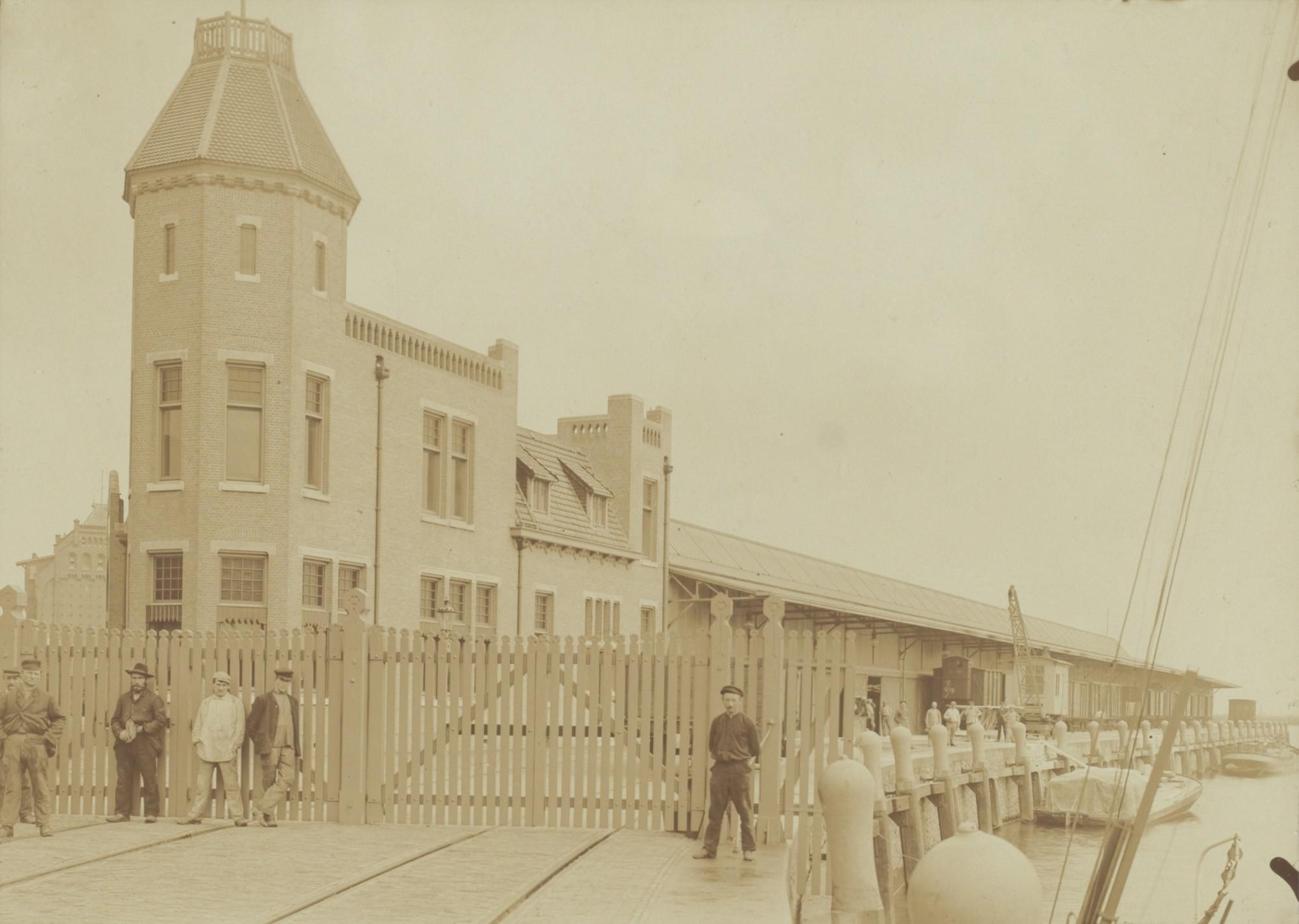
Goederenloods met kantoor van de Holland-Amerika Lijn op het Stenen Hoofd, Westerdoksdijk 44; circa 1907.

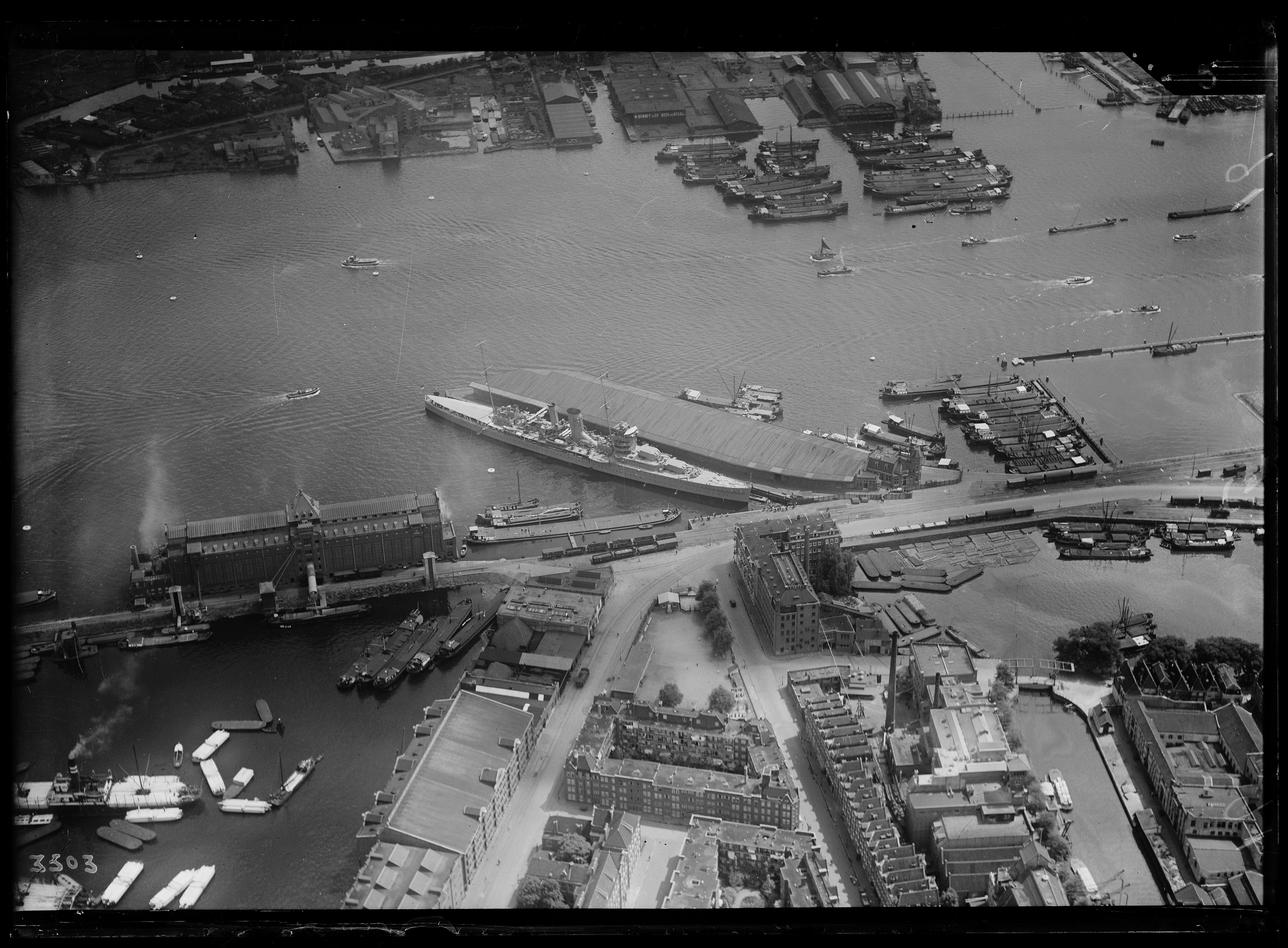
Luchtfoto van de Westerdoksdijk in Amsterdam, met in het midden een marineschip aangemeerd bij het Stenen Hoofd met daarop de loods en rechts het kantoorgebouw met torentje; jaren dertig.

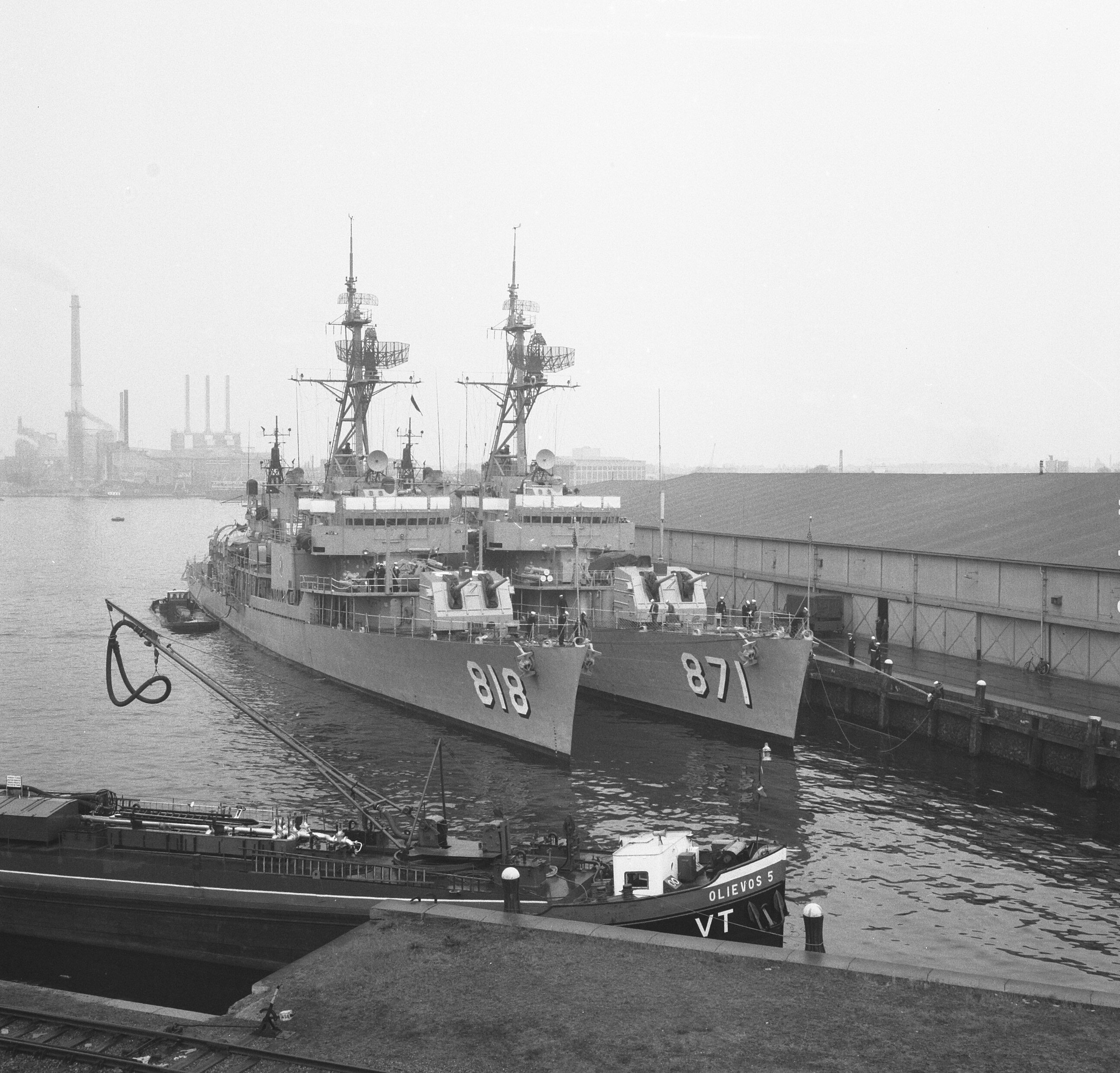
Amerikaans vlootbezoek in Amsterdam, twee jagers bij het Stenen Hoofd. Rechts de ijzeren loods; 18 juni 1964.

Het Stenen Hoofd is een stenen steiger langs de Westerdoksdijk aan het IJ in Amsterdam. De steiger dateert uit 1905 en werd aangelegd t.b.v. de in 1873 opgerichte Holland-Amerika Lijn, die in vanaf 1879 niet alleen vanuit Rotterdam, maar ook vanuit Amsterdam voer. Aanvankelijk legden de schepen aan bij de in 1877 aangelegde houten 'Suezsteigers', die gebruikt werden door de Koninklijke West-Indische Maildienst en de Holland-Amerika Lijn.
Omstreeks 1900 voldeden deze steigers niet meer en ze werden in 1905 vervangen door het Stenen Hoofd, gebouwd door de Dienst der Publieke Werken. Met de scheve ligging t.o.v. de Westerdoksdijk was het ook beter toegankelijk voor goederenwagens van de spoorwegen t.b.v. het overladen van goederen. Op de steiger stond een ijzeren loods, in 1906 werd aan de kop hiervan nog een kantoorgebouw met torentje gebouwd t.b.v. de Holland-Amerika Lijn. Het ontwerp was van Bernard Springer.
De nieuwe steiger werd echter veel minder gebruikt dan verwacht bij de bouw: in 1906 legden er 14 schepen aan, in 1907 nog 11, in 1908 waren er nog 7, terwijl er in 1909 nog slechts één schip aanlegde. Alleen in 1911 legden er nog vier schepen aan, waarna de pier in 1912 leeg bleef.
Nadien werd het Stenen Hoofd voornamelijk gebruikt als aanlegplaats voor bezoekende vlooteskaders, zeilende schoolschepen en toeristenschepen. In de jaren dertig lagen er opgelegde vracht- en passagiersschepen; in de jaren zestig had het studentenwoonschip 'Caledonia' hier enige jaren haar ligplaats.
De pier en de daarop gebouwde loods zijn tot 1968 gebruikt voor de overslag van goederen van schepen op vrachtwagens en treinen. In de jaren zeventig begon het verval, het kantoorgebouw en de ijzeren loods werden in 1978 afgebroken, gevolgd door de ontmanteling van de pier. De kop van de pier werd afgegraven, waar de funderingspalen boven het water bleven uitsteken. Sindsdien is het Stenen Hoofd een braakliggend terrein waar in de loop der tijd diverse tijdelijke activiteiten plaatsvonden. Vele plannen voor een nieuwe bestemming zijn er gemaakt, maar niet uitgevoerd.
In het kader van plannen voor een nieuwe verbinding van de IJ-oevers is ook het Stenen Hoofd opgenomen als mogelijke locatie voor aanleg van een brug of tunnel naar de Grasweg in Amsterdam-Noord.

## Flora
Er heeft zich een bijzondere flora ontwikkeld, waaronder een grote populatie zeldzame schubvarens en blaasvarens, maar ook o.a. steenbreekvarens, eikvarens (inclusief de zeldzame brede eikvaren) en muurvarens zijn er in groten getale te vinden. Onder botanici staan de kades bekend als een waar muurplantenreservaat, met soorten die elders in Nederland slechts sporadisch te vinden zijn.
Naast varens is het Stenen Hoofd ook één van een handjevol groeiplekken van de uiterst zeldzame en kwetsbare soort zandwolfsmelk in Nederland, alsmede de zeldzame planten stengelomvattend havikskruid, wondklaver, bolderik en kegelsilene. 